# Дипперц
Дипперц (нем. Dipperz) — община в Германии, в земле Гессен. Подчиняется административному округу Кассель. Входит в состав района Фульда.  Население составляет 3353 человека (на 31 декабря 2010 года). Занимает площадь 30,05 км².